# Smash Mouth
Smash Mouth je americká rocková skupina ze San José v Kalifornii. Kapela byla založena v roce 1994. Původně byli jejími členy Steve Harwell, Greg Camp, Paul De Lisle a Kevin Coleman jako zpěv, kytara, baskytara a bicí. Mezi jejich největší hity patří skladby „Walkin' on the Sun“ (1997) a „All Star“ (1999).
Nahrávají také covery populárních písní, například „I'm a Believer" od The Monkees, od skupiny War „Why Can't We Be Friends“ a od The Beatles „Getting Better“. V roce 1999 vydali své nejúspěšnější album Astro Lounge.

## Diskografie

### Studiová alba
| Rok  | Album                                                                |
| ---- | -------------------------------------------------------------------- |
| 1997 | Fush Yu Mang - Vydáno: 8. července 1997 - Vydavatel: Interscope      |
| 1999 | Astro Lounge - Vydáno: 8. června 1999 - Vydavatel: Interscope        |
| 2001 | Smash Mouth - Vydáno: 27. listopadu 2001 - Vydavatel: Interscope     |
| 2003 | Get the Picture? - Vydáno: 5. srpna 2003 - Vydavatel: Interscope     |
| 2006 | Summer Girl - Vydáno: 19. září 2006 - Vydavatel: Beautiful Bomb      |
| 2006 | The Gift of Rock - Vydáno: 1. prosince 2005 - Vydavatel: 429 Records |
| 2012 | Magic                                                                |
| 2023 | Missile Toes                                                         |

### Singly
| Rok  | Název                           | Pozice v žebříčku | Pozice v žebříčku | Pozice v žebříčku | Pozice v žebříčku | Pozice v žebříčku | Pozice v žebříčku | Pozice v žebříčku | Pozice v žebříčku | Pozice v žebříčku | Pozice v žebříčku | Pozice v žebříčku | Album            |
| Rok  | Název                           | US Hot 100        | US Modern Rock    | US Pop Top 40     | US Adult Top 40   | US Dance          | UK Chart          | AUS Chart         | CAN RPM 100       | CAN Alt.          | NZ Chart          | IRL               | Album            |
| ---- | ------------------------------- | ----------------- | ----------------- | ----------------- | ----------------- | ----------------- | ----------------- | ----------------- | ----------------- | ----------------- | ----------------- | ----------------- | ---------------- |
| 1997 | "Walkin' on the Sun"            | 19                | 1                 | 2                 | 1                 | -                 | 19                | 7                 | 3                 | 1                 | 27                | -                 | Fush Yu Mang     |
| 1998 | "Why Can't We Be Friends?"      | -                 | 28                | -                 | -                 | -                 | -                 | 7                 | -                 | -                 | 39                | -                 | Fush Yu Mang     |
| 1998 | "Can't Get Enough of You, Baby" | -                 | 30                | 18                | 14                | -                 | -                 | 14                | -                 | -                 | -                 | -                 | Astro Lounge     |
| 1999 | "All Star"                      | 4                 | 2                 | 1                 | 1                 | -                 | 24                | 4                 | 2                 | 6                 | 15                | -                 | Astro Lounge     |
| 1999 | "Then the Morning Comes"        | 8                 | 26                | 5                 | 2                 | -                 | -                 | -                 | 2                 | -                 | 22                | -                 | Astro Lounge     |
| 2001 | "I'm a Believer"                | 25                | -                 | 15                | 4                 | -                 | -                 | 9                 | -                 | -                 | 12                | 39                | Smash Mouth      |
| 2001 | "Pacific Coast Party"           | 114               | -                 | 37                | -                 | 20                | -                 | -                 | -                 | -                 | 25                | -                 | Smash Mouth      |
| 2003 | "You Are My Number One"         | -                 | -                 | 40                | 25                | 11                | -                 | -                 | -                 | -                 | -                 | -                 | Get the Picture? |
| 2006 | "Story of My Life"              | -                 | -                 | -                 | 29                | -                 | -                 | -                 | -                 | -                 | -                 | -                 | Summer Girl      |
| 2006 | "So Insane"                     | -                 | -                 | -                 | 25                | -                 | -                 | -                 | -                 | -                 | -                 | -                 | Summer Girl      |